# Pyrrhoglossum pyrrhum
Pyrrhoglossum pyrrhum är en svampart som först beskrevs av Berk. & M.A. Curtis, och fick sitt nu gällande namn av Rolf Singer 1944. Pyrrhoglossum pyrrhum ingår i släktet Pyrrhoglossum och familjen spindlingar.   Inga underarter finns listade i Catalogue of Life.